# Харківський шляхопровід (Київ)
Харківський міст або Дарницький шляхопро́від над залізницею — комбінована транспортна інженерна споруда мостового типу в Дарницькому і Дніпровському районах міста Київ. Складова частина Харківського шосе, проходить над Дарницьким шосе та залізницею (у непарній горловині колійного поля станції Дарниця).
Забезпечує рух маршрутів трамваю (№ 8, 22, 28Д, 29) та дає можливість з'їзду автобусів (№ 42, 45, 51 63, 115) та маршрутного таксі (№ 415, 422, 503, 509, 511, 516, 526, 529, 542, 545, 589) та автомобільного транспорту на вулиці Сиваську, Фанерну, Тепловозну, Привокзальну та інші.